# Lorenzo Buffon
Lorenzo Buffon (Majano, 19 dicembre 1929) è un ex calciatore italiano, di ruolo portiere.
Vincitore di cinque scudetti, è considerato uno dei migliori portieri nella storia del calcio italiano.  Insieme al portiere Lev Yashin, è stato scelto per rappresentare la squadra FIFA All-Star negli anni 60.

## Biografia
È cresciuto a Susans, frazione di Majano, in provincia di Udine. È cugino di secondo grado del nonno di Gianluigi Buffon, nonché cugino di primo grado di Armando Buffon, portiere attivo negli anni '60 e '70 del XX secolo. Anche suo padre Alessandro aveva giocato come portiere al Latisana e al Saint-Etienne negli anni '30 e '40.
Nelle cronache sportive (e non) degli anni '50 è rimasta memorabile la sua rivalità con un altro quotato portiere della medesima epoca, Giorgio Ghezzi, soprattutto perché entrambi beniamini della piazza milanese.
Nel 1958 sposò Edy Campagnoli, la valletta televisiva che affiancava Mike Bongiorno nella presentazione di Lascia o raddoppia?. Successivamente i due divorziarono.
Vive a Latisana, dove ha continuato a rimanere in collegamento con il mondo del calcio, svolgendo il ruolo di selezionatore di talenti per il settore giovanile del Milan.

## Caratteristiche tecniche
Portiere noto principalmente per l'abilità tra i pali, Buffon spiccava in tal senso grazie alla capacità di coniugare efficacia e spettacolarità negli interventi, mostrando altresì un buon senso del piazzamento. Aveva mani prensili, era soprannominato Tenaglia. Nonostante la sua reputazione di portiere generalmente solido e di livello mondiale, è stato anche occasionalmente criticato nel corso della sua carriera per essere incoerente e per la sua mentalità, nonché per aver lasciato che la sua mentalità influisse a volte sulle sue prestazioni.

## Carriera

### Giocatore

#### Club

Buffon (accosciato, secondo da sinistra) nella formazione del Milan vincitore della Coppa Latina 1956

Cresciuto calcisticamente prima nell'oratorio del Latisana come mezz'ala (fu il prete dell'oratorio a suggerirgli di mettersi in porta); successivamente venne aggregato in prima squadra del Latisana, avendo come maestro un ex portiere dell'Udinese, Ramiro Gremese. Nel 1948 venne chiamato dalla Portogruarese in Promozione. Con la Portogruarese giocò l'ultima partita con il San Donà, perdendo amaramente la partita di ritorno per la Serie C.
Arrivò al Milan grazie al suo allenatore della Portogruarese Felice Arienti. Il suo più grande maestro arrivato a Milano fu Nils Liedholm. Dopo quattro mesi di apprendistato da quarto portiere, scavalcò la concorrenza (Rossetti, Milanese e Bardelli), divenendo titolare inamovibile. Esordì in Serie A giovanissimo con il Milan contro la Sampdoria, vincendo 5-1, il 15 gennaio del 1950. Nel campionato 1949-1950 divenne presto titolare, conquistando l'anno seguente il suo primo titolo italiano, quarantaquattro anni dopo l'ultimo vinto dal Milan, e la Coppa Latina, all'epoca riconosciuta come la più prestigiosa competizione per club d'Europa. Divenne così il portiere del grande Milan degli anni 50, reso famoso dal trio Gre-No-Li. Affermatosi come pilastro della squadra, conquistò anche gli scudetti nelle stagioni 1954-1955, 1956-1957 e 1958-1959 ed un'altra Coppa Latina nel 1956, sebbene negli ultimi anni abbia giocato in maniera discontinua, alternandosi con il secondo portiere Narciso Soldan. L'ultima partita con il Milan, la trecentesima, la disputò il 16 settembre 1959 a Milano contro il Como in Coppa Italia, persa per 0-1. Concluse la sua esperienza con il Milan dopo 300 partite, diventando fino a quel momento il portiere con più presenze nella storia del Milan (un record superato in seguito solo da Sebastiano Rossi, con 330 partite giocate).

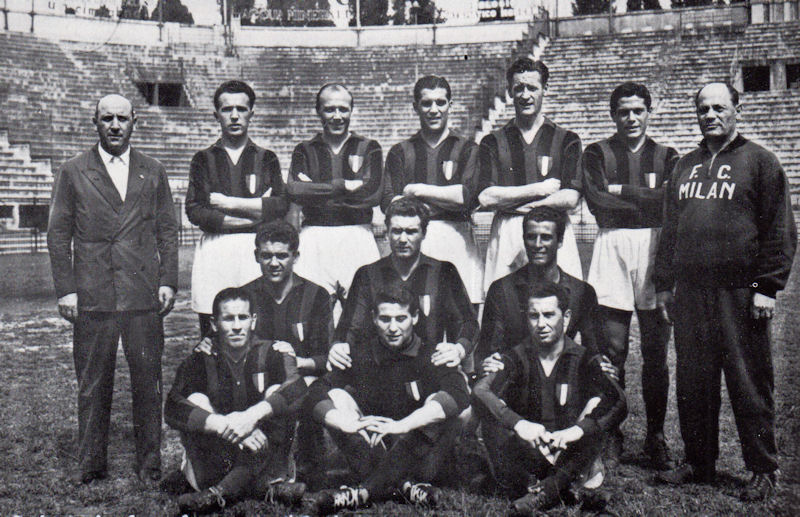
Buffon (accosciato, al centro) nella formazione del Milan vincitore della Serie A 1950-51

Passato al Genoa nel 1959 con uno scambio con Giorgio Ghezzi, esordì contro l'Udinese l'8 novembre 1959 (2-2). La sua ultima partita col Genoa fu contro il Palermo (1-1) parando all'ultimo secondo il rigore. Il Genoa concluse il campionato al 18º posto, retrocedendo in Serie B, colpito anche dal caso Cappello.
Tornò a Milano, stavolta all'Inter, nella stagione 1960-61, dove restò per tre stagioni, disputando 90 incontri. Fu anche chioccia di Giacinto Facchetti. A causa di frequenti infortuni muscolari fu spesso sostituito dal secondo portiere, l'anziano ma celebre Ottavio Bugatti. Il 3 marzo 1963, al termine della partita contro l'Atalanta, persa dai neroazzurri per 0-1, il presidente nerazzurro Moratti entrò nello spogliatoio e prese il comando della situazione, imponendo l'utilizzo di Ottavio Bugatti al posto di Buffon. Nonostante ciò ebbe modo di vincere nel 1963 un altro scudetto, aprendo di fatto il ciclo della Grande Inter.
Passò quindi alla Fiorentina, con Giuliano Sarti che compì il percorso inverso trasferendosi all'Inter. Chiuso dal giovane emergente Enrico Albertosi, disputò solamente l'ultima partita di campionato contro il Bari, persa per 0-2. Nel 1965 passò all'Ivrea in Serie C, disputando 11 partite.

#### Nazionale

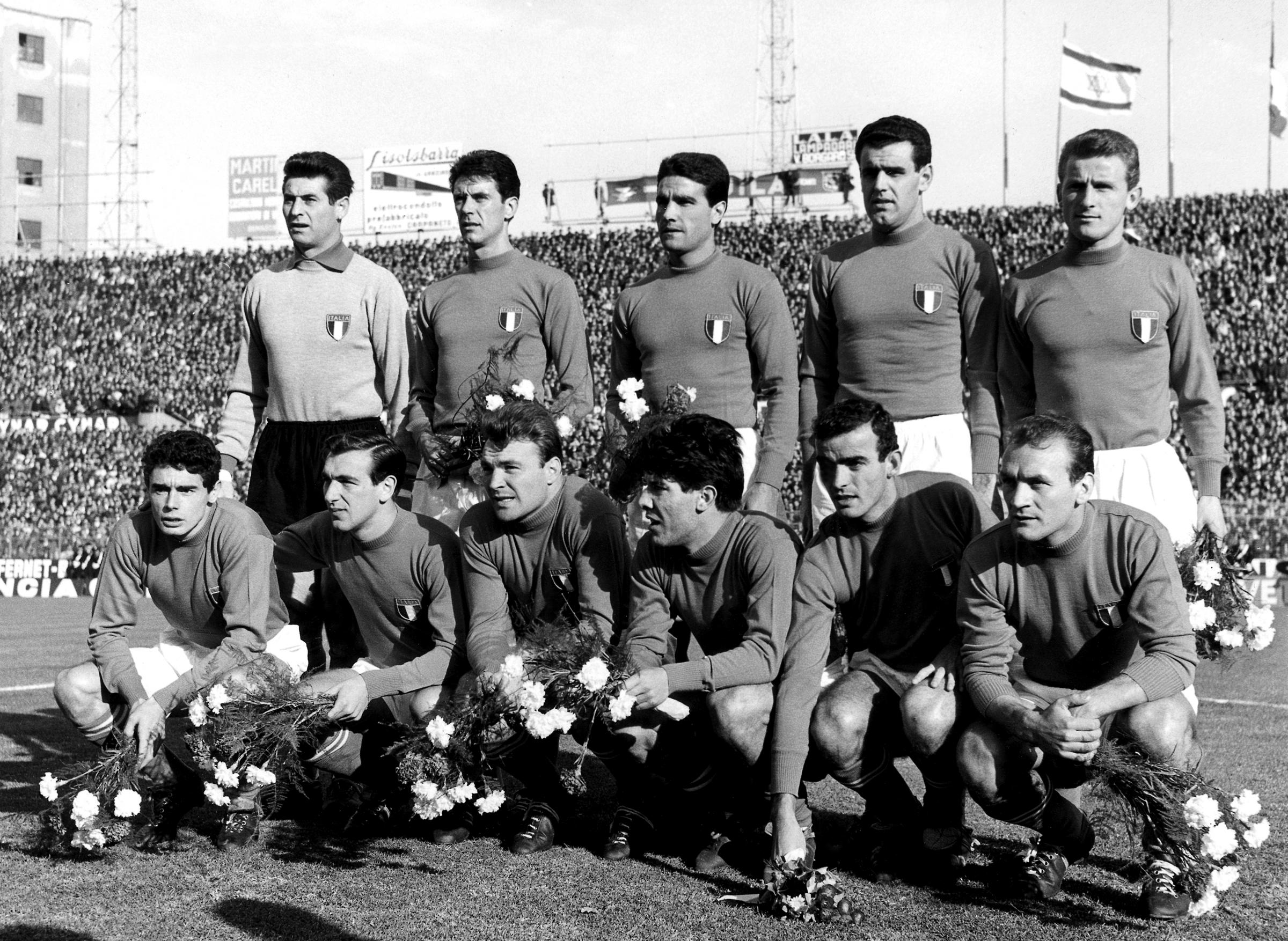
Buffon (primo in piedi in alto a sinistra) nella formazione dell'Italia contro Israele a Torino il 4 novembre del 1961, durante le qualificazioni al in Cile

Il 9 novembre 1958 ottenne la prima convocazione nella nazionale A, contro la Francia guidata da Just Fontaine, da poco laureatosi capocannoniere al campionato del mondo. È stato il primo portiere rossonero ad indossare la maglia azzurra, se si esclude Attilio Trerè che nel 1913 aveva sostituito tra i pali l'infortunato Innocenti. In precedenza aveva giocato nella nazionale B e nella nazionale giovanile. In breve tempo conquistò il posto da titolare ed i galloni da capitano. Disputò da titolare il campionato del mondo 1962 (unico giocatore dell'Inter a essere convocato). La sua ultima partita in azzurro fu il 7 giugno 1962 (Italia-Svizzera, conclusasi 3-0). Dopo la deludente spedizione in Cile perse il posto in nazionale, a vantaggio di Giuliano Sarti ed Enrico Albertosi. In maglia azzurra conta 15 presenze, 6 delle quali da capitano.
Prima di essere convocato nella nazionale italiana, nel 1955 era stato chiamato dalla FIFA a difendere la porta del Resto d'Europa in un'amichevole contro la Gran Bretagna disputatasi a Belfast e conclusasi 4-1 per Buffon e compagni; prima di allora, l'unico portiere italiano convocato per un incontro del genere era stato Aldo Olivieri.

### Dopo il ritiro
Fu il preparatore dei portieri del Monza, durante la metà degli anni '70, nel periodo in cui vi militava Terraneo.
Nel 1978 allenò per pochi mesi il Sant'Angelo in Serie C, subentrando a Carlo Soldo, chiudendo la stagione al 15º posto e retrocedendo in Serie C2.
È stato chiamato da Italo Allodi, per intraprendere un corso sulle tecniche del portiere a Coverciano.

### Curiosità
Appare nel ruolo di sé stesso nel film Gli eroi della domenica (1952).

## Statistiche

### Presenze e reti nei club
| Stagione        | Squadra         | Campionato      | Campionato | Campionato | Coppe nazionali | Coppe nazionali | Coppe nazionali | Coppe continentali | Coppe continentali | Coppe continentali | Altre coppe | Altre coppe | Altre coppe | Totale | Totale |
| Stagione        | Squadra         | Comp            | Pres       | Reti       | Comp            | Pres            | Reti            | Comp               | Pres               | Reti               | Comp        | Pres        | Reti        | Pres   | Reti   |
| --------------- | --------------- | --------------- | ---------- | ---------- | --------------- | --------------- | --------------- | ------------------ | ------------------ | ------------------ | ----------- | ----------- | ----------- | ------ | ------ |
| 1948-1949       | Portogruarese   | Prom.           | 34         | -30        | -               | -               | -               | -                  | -                  | -                  | -           | -           | -           | 34     | -30    |
| 1949-1950       | Milan           | A               | 19         | -22        | -               | -               | -               | -                  | -                  | -                  | -           | -           | -           | 19     | -22    |
| 1950-1951       | Milan           | A               | 37         | -38        | -               | -               | -               | -                  | -                  | -                  | CL          | 2           | -1          | 39     | -39    |
| 1951-1952       | Milan           | A               | 26         | -29        | -               | -               | -               | -                  | -                  | -                  | -           | -           | -           | 26     | -29    |
| 1952-1953       | Milan           | A               | 33         | -34        | -               | -               | -               | -                  | -                  | -                  | CL          | 2           | -6          | 35     | -40    |
| 1953-1954       | Milan           | A               | 31         | -36        | -               | -               | -               | -                  | -                  | -                  | -           | -           | -           | 31     | -36    |
| 1954-1955       | Milan           | A               | 32         | -31        | -               | -               | -               | -                  | -                  | -                  | CL          | 1           | -3          | 33     | -34    |
| 1955-1956       | Milan           | A               | 33         | -45        | -               | -               | -               | CC                 | 5                  | -12                | CL          | 2           | -3          | 40     | -60    |
| 1956-1957       | Milan           | A               | 17         | -22        | -               | -               | -               | -                  | -                  | -                  | CL          | 1           | -3          | 18     | -25    |
| 1957-1958       | Milan           | A               | 22         | -34        | CI              | 3               | -2              | CC                 | 7                  | -10                | -           | -           | -           | 32     | -46    |
| 1958-1959       | Milan           | A               | 25         | -21        | CI              | 1               | -4              | -                  | -                  | -                  | CA          | 0           | 0           | 26     | -25    |
| 1959-1960       | Milan           | A               | 0          | 0          | CI              | 1               | -1              | CC                 | 0                  | 0                  | CA          | 0           | 0           | 1      | -1     |
| Totale Milan    | Totale Milan    | Totale Milan    | 275        | -312       |                 | 5               | -7              |                    | 12                 | -22                |             | 8           | -16         | 300    | -357   |
| 1959-1960       | Genoa           | A               | 20         | -26        | CI              | 0               | 0               | -                  | -                  | -                  | -           | -           | -           | 20     | -26    |
| 1960-1961       | Inter           | A               | 30         | -30        | CI              | 2               | -2              | CdF                | 5                  | -6                 | -           | -           | -           | 37     | -38    |
| 1961-1962       | Inter           | A               | 29         | -28        | CI              | 0               | 0               | CdF                | 3                  | -6                 | -           | -           | -           | 32     | -34    |
| 1962-1963       | Inter           | A               | 20         | -11        | CI              | 1               | 0               | -                  | -                  | -                  | -           | -           | -           | 21     | -11    |
| Totale Inter    | Totale Inter    | Totale Inter    | 79         | -69        |                 | 3               | -2              |                    | 8                  | -12                | -           | -           | -           | 90     | -83    |
| 1963-1964       | Fiorentina      | A               | 1          | -2         | CI              | 0               | 0               | -                  | -                  | -                  | -           | -           | -           | 1      | -2     |
| 1964-1965       | Ivrea           | C               | 11         | -?         | -               | -               | -               | -                  | -                  | -                  | -           | -           | -           | 11     | -?     |
| Totale carriera | Totale carriera | Totale carriera | 420        | + -439     |                 | 8               | -9              |                    | 20                 | -34                |             | 8           | -16         | 456+   | + -498 |

### Cronologia presenze e reti in nazionale
| Cronologia completa delle presenze e delle reti in nazionale ― Italia | Cronologia completa delle presenze e delle reti in nazionale ― Italia | Cronologia completa delle presenze e delle reti in nazionale ― Italia | Cronologia completa delle presenze e delle reti in nazionale ― Italia | Cronologia completa delle presenze e delle reti in nazionale ― Italia | Cronologia completa delle presenze e delle reti in nazionale ― Italia | Cronologia completa delle presenze e delle reti in nazionale ― Italia | Cronologia completa delle presenze e delle reti in nazionale ― Italia |
| Data                                                                  | Città                                                                 | In casa                                                               | Risultato                                                             | Ospiti                                                                | Competizione                                                          | Reti                                                                  | Note                                                                  |
| --------------------------------------------------------------------- | --------------------------------------------------------------------- | --------------------------------------------------------------------- | --------------------------------------------------------------------- | --------------------------------------------------------------------- | --------------------------------------------------------------------- | --------------------------------------------------------------------- | --------------------------------------------------------------------- |
| 9-11-1958                                                             | Parigi                                                                | Francia                                                               | 2 – 2                                                                 | Italia                                                                | Amichevole                                                            | -2                                                                    |                                                                       |
| 13-12-1958                                                            | Genova                                                                | Italia                                                                | 1 – 1                                                                 | Cecoslovacchia                                                        | Amichevole                                                            | -1                                                                    |                                                                       |
| 28-2-1959                                                             | Roma                                                                  | Italia                                                                | 1 – 1                                                                 | Spagna                                                                | Amichevole                                                            | -1                                                                    |                                                                       |
| 6-5-1959                                                              | Londra                                                                | Inghilterra                                                           | 2 – 2                                                                 | Italia                                                                | Amichevole                                                            | -2                                                                    |                                                                       |
| 1-11-1959                                                             | Praga                                                                 | Cecoslovacchia                                                        | 2 – 1                                                                 | Italia                                                                | Coppa Internazionale                                                  | -2                                                                    |                                                                       |
| 29-11-1959                                                            | Firenze                                                               | Italia                                                                | 1 – 1                                                                 | Ungheria                                                              | Coppa Internazionale                                                  | -                                                                     | 48’                                                                   |
| 6-1-1960                                                              | Napoli                                                                | Italia                                                                | 3 – 0                                                                 | Svizzera                                                              | Coppa Internazionale                                                  | -                                                                     |                                                                       |
| 13-3-1960                                                             | Barcellona                                                            | Spagna                                                                | 3 – 1                                                                 | Italia                                                                | Amichevole                                                            | -3                                                                    |                                                                       |
| 10-12-1960                                                            | Napoli                                                                | Italia                                                                | 1 – 2                                                                 | Austria                                                               | Amichevole                                                            | -2                                                                    |                                                                       |
| 24-5-1961                                                             | Roma                                                                  | Italia                                                                | 2 – 3                                                                 | Inghilterra                                                           | Amichevole                                                            | -1                                                                    | Cap. 56’                                                              |
| 15-10-1961                                                            | Tel Aviv                                                              | Israele                                                               | 2 – 4                                                                 | Italia                                                                | Qual. Mondiali 1962                                                   | -2                                                                    | Cap.                                                                  |
| 4-11-1961                                                             | Torino                                                                | Italia                                                                | 6 – 0                                                                 | Israele                                                               | Qual. Mondiali 1962                                                   | -                                                                     | Cap.                                                                  |
| 5-5-1962                                                              | Firenze                                                               | Italia                                                                | 2 – 1                                                                 | Francia                                                               | Amichevole                                                            | -1                                                                    | Cap.                                                                  |
| 31-5-1962                                                             | Santiago del Cile                                                     | Italia                                                                | 0 – 0                                                                 | Germania Ovest                                                        | Mondiali 1962 - Prima fase                                            | -                                                                     | Cap.                                                                  |
| 7-6-1962                                                              | Santiago del Cile                                                     | Italia                                                                | 3 – 0                                                                 | Svizzera                                                              | Mondiali 1962 - Prima fase                                            | -                                                                     | Cap.                                                                  |
| Totale                                                                |                                                                       | Presenze                                                              | 15                                                                    |                                                                       | Reti                                                                  | -17                                                                   |                                                                       |

## Palmarès

### Giocatore

#### Club

##### Competizioni nazionali
- Campionato italiano: 5

Milan: 1950-1951, 1954-1955, 1956-1957, 1958-1959
Inter: 1962-1963

##### Competizioni internazionali
- Coppa Latina: 2

Milan: 1951, 1956